# Porte di ferro (Algeria)

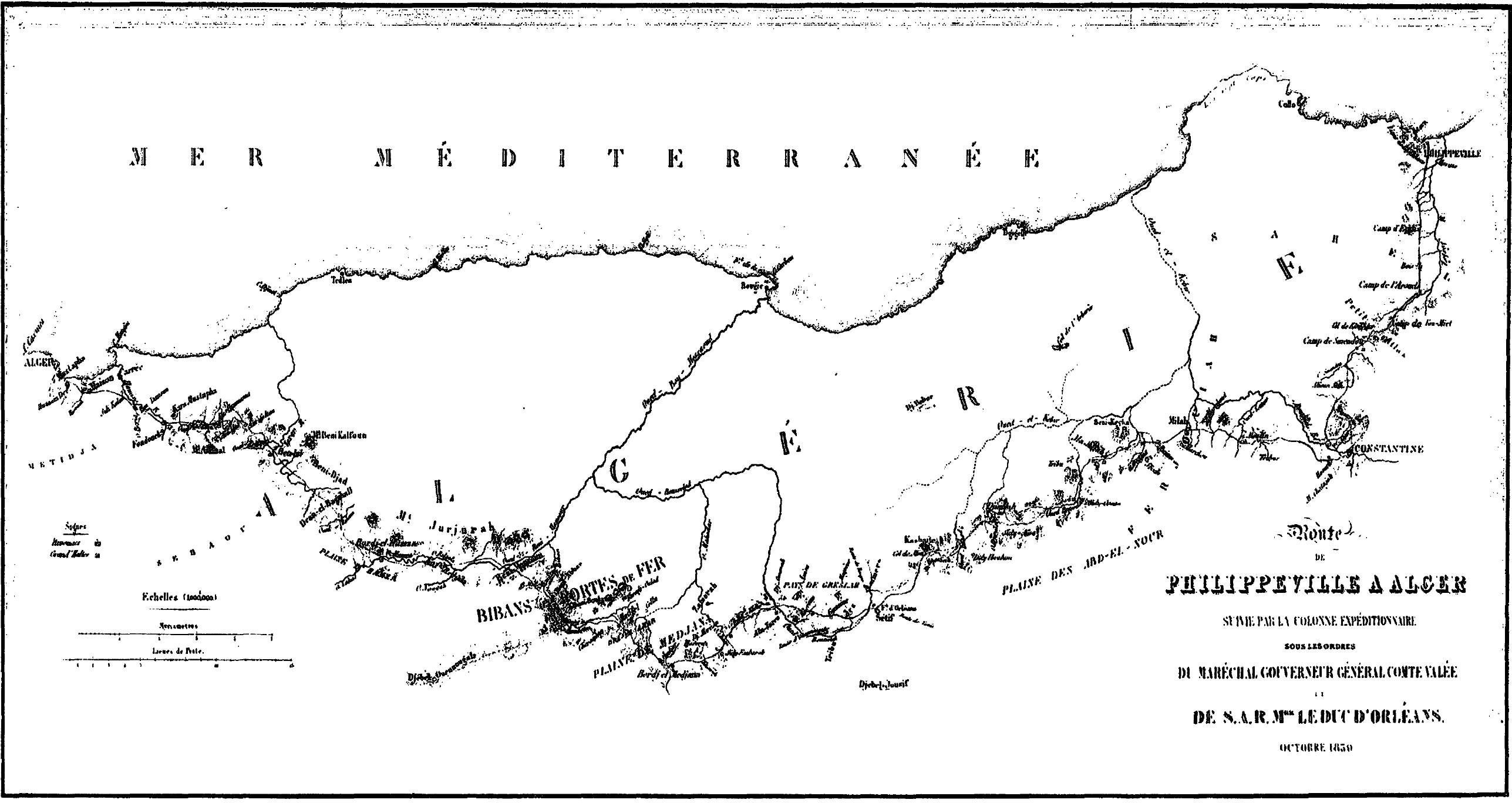
Itinerario della spedizione alle Porte di Ferro (1839) - Da Nodier 1844

Le Porte di ferro (in arabo البيبان‎?, in francese Défilé des Bibans o Porte de Fer) sono una stretta gola all'interno del massiccio dei Bibani nel nord dell'Algeria, sul lato orientale della Cabilia, che costituisce un passaggio obbligato nel percorso tra Algeri e Costantina. La gola è caratterizzata da due restringimenti detti in cabilo taggurt tamezzyant ("La Porta piccola") e taggurt tameqqrant ("la Porta grande"), e in arabo Biban ("Le due Porte"). Il termine "di ferro" ricorda, probabilmente, la presenza, in zona, di miniere di ferro già sfruttate dai Romani (a quel tempo, Mons Ferratus era il nome della catena del Djurdjura).
La tribù berbera degli At Sidi Braham, che abita la regione, esigeva un pedaggio per il passaggio delle Porte di ferro, imponendolo anche alle forze del Bey di Algeri quando dovevano passare da Costantina ad Algeri o viceversa.
Una spedizione francese comandata dal duca d'Orléans nel 1839, attraversò le Porte di ferro, suscitando la reazione dell'emiro Abd el-Kader, che considerò la spedizione una violazione del trattato della Tafna del 1837 e riprese quindi la guerra contro i francesi.
La regione ha dato i natali ad un poeta berbero, Qasi Udifella (1898-1950), marabutto e membro del partito ulemista, autore di numerose poesie di tipo eminentemente religioso.